# Luciano Puga Blanco
Luciano Puga Blanco (Celanova, Orense, 30 de diciembre de 1842-La Coruña, 24 de septiembre de 1899) fue un jurista y político español. Llegó a ser fiscal del Tribunal Supremo, así como gobernador del Banco de España en Cuba, diputado, senador y alcalde de Santiago de Compostela, ciudad donde fue profesor en la universidad y decano del Colegio de Abogados de La Coruña.

## Biografía
Luciano Puga Blanco nació en San Andrés de Proente, La Merca, Celanova (Orense), el 30 de diciembre de 1842 y falleció en La Coruña el 24 de septiembre de 1899. Fue hijo del militar Manuel María Puga Feijoo y de Carmen Blanco Álvarez de Castro y Marquina.
Estudió en el Instituto de Segunda Enseñanza de Orense de 1852 a 1855, continuando sus estudios en la Universidad de Santiago, donde obtuvo el título de Bachiller en Artes en 1858 y la licenciatura en Derecho en 1864.
Entre sus profesores destaca Eugenio Montero Ríos, también compostelano y diez años mayor que Luciano Puga, que fue catedrático de Derecho Procesal (Teoría de los Procedimientos y Práctica Forense, como se llamaba entonces), de la Universidad de Santiago entre 1861 y 1864, año en que fue destinado a la Universidad Central.
Trasladado Luciano Puga a Madrid, obtiene el título de Doctor por la Universidad Central en 1867, leyendo una tesis que llevaba por título "¿Conviene que siempre y en todos los casos sea una misma la porción legítima de los hijos ó descendientes legítimos?". Ese mismo año, de vuelta a Santiago, es nombrado Socio de Número por la Sociedad Económica de Amigos del País, y en noviembre de 1868, Profesor auxiliar de la Cátedra de Ampliación de Derecho Civil y Códigos españoles, permaneciendo como profesor de la Universidad, al mismo tiempo que trabaja como Abogado, hasta 1871.
En este período contrae matrimonio (el 10 de febrero de 1868) con Dª Juana Parga Torreiro, hermana del Catedrático de Derecho Político y Administrativo de la Universidad de Santiago, Salvador Parga Torreiro. También en este período comienza su actividad política en el ámbito local, primero como alcalde interino de Santiago, en 1869, y después como alcalde propietario, desde febrero de 1870 a febrero de 1871.
Ha de tenerse en cuenta que en 1860 falleció la condesa de Ximonde, Jacoba Cisneros Puga, sin descendencia, dejando como heredero universal, salvo en los bienes vinculados, a su pariente Manuel María Puga Feijoo, del cual Luciano Puga era el único hijo varón. Dadas las relevantes propiedades de la Condesa, esta herencia situó a la familia de Luciano Puga en muy buena posición económica y social, máxime cuando los antepasados de la Condesa, de la familia Cisneros, habían ocupado reiteradamente el cargo de Regidor de Santiago.

## Actividad Política
En 1871, en las primeras elecciones del reinado de Amadeo de Saboya y de la mano de sus protectores, Cánovas del Castillo y Romero Robledo, Luciano Puga se presenta para el Congreso de los Diputados, tras dimitir como profesor de la Universidad, saliendo elegido Diputado por Santiago. Esta condición de Diputado la repite en las elecciones de 1884, en las que ya se presenta por La Coruña, y obtiene el mayor número de sufragios, y en las elecciones de 1886, en las que se presenta por el Distrito de Órdenes, y que también gana.
El hecho de haber pertenecido a tres Congresos diferentes le daba derecho a ser elegido Senador, conforme a la Constitución de 1876, lo que se produce en 1891, fecha en la que es designado Senador en representación de la Real Sociedad Matritense de Amigos del País. Renuncia en 1892, para incorporarse a su nuevo cargo de Gobernador del Banco de España en La Habana, pero repite como senador en 1893, esta vez por el distrito de Matanzas (Cuba).
Su vida política estuvo muy vinculada al partido Conservador y a sus líderes, Cánovas del Castillo y Romero Robledo. En 1882, como líder gallego del Partido Conservador, organizó un gran recibimiento en La Coruña a Cánovas del Castillo, a quien alojó en su domicilio. Sus dos cargos más relevantes le fueron ofrecidos por Romero Robledo: Gobernador del Banco de España en Cuba, mientras Robledo fue ministro de Ultramar, y fiscal del Tribunal Supremo cuando este fue ministro de Gracia y Justicia, ambos bajo la Presidencia del Consejo de Ministros de Cánovas del Castillo.

## Actividad Jurídica

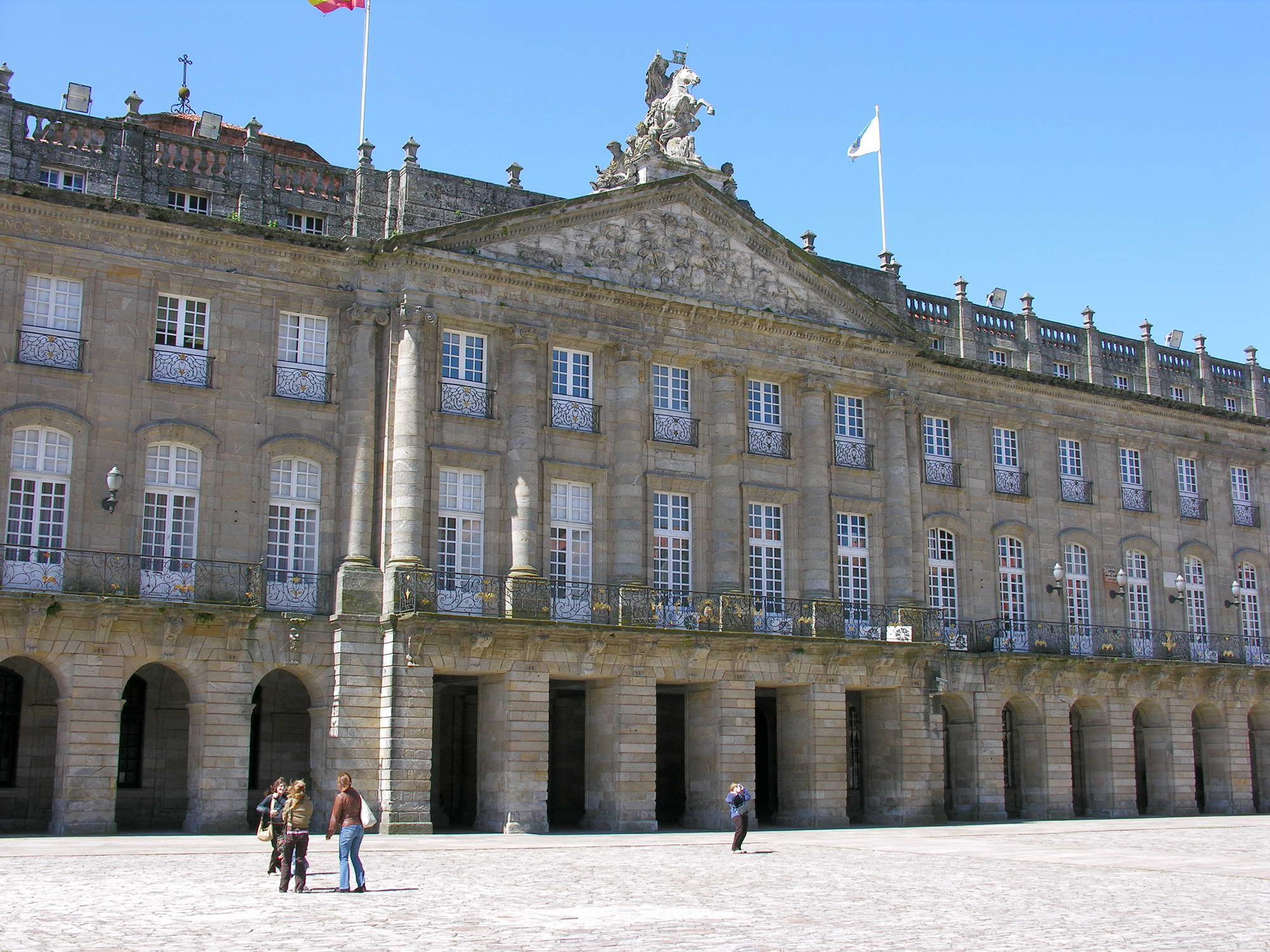
Ayuntamiento de Santiago, del que fue alcalde Luciano Puga Blanco en 1870-71.

Luciano Puga fue un abogado destacado, actividad que compatibilizaba con su actuación política. En su primera época, en Santiago, adquirió notoriedad la defensa de unos estudiantes de la Universidad acusados de haber cometido un acto supuestamente irreligioso en la Catedral, defensa que realizó ante el Jurado y en la que obtuvo un resultado absolutorio.
Pero su defensa más conocida es la que realizó en el recurso de apelación ante la Audiencia de La Coruña contra la condena del poeta gallego Curros Enríquez.
Su bufete estuvo inicialmente en Santiago y posteriormente en La Coruña. Contó con la destacada colaboración del joven Letrado Cándido Conde Fernández, hijo de Juan Conde Calvete, abogado y administrador de los Condes de Gimonde, y hermano de Perfecto Conde Fernández, catedrático de la Facultad de Medicina. Conde Fernández, que también procedía de una familia de Celanova,  contrajo matrimonio con una sobrina de Luciano, Manuela Pumpido Puga, hija del militar Belisardo Pumpido Flores y de Ramona Puga. Posteriormente fue Notario de Ferrol, instalándose en dicha ciudad hasta su fallecimiento, que tuvo lugar en 1933, siendo entonces el Decano del Colegio Notarial de La Coruña.
Luciano Puga llegó a ser elegido Decano del Colegio de Abogados de La Coruña, cargo que ejerció desde 1884 a 1887.
Como jurista alcanzó la cúspide profesional como Fiscal del Tribunal Supremo de Justicia, un cargo que constituyó su última actividad profesional, y para el que fue nombrado el 3 de julio de 1895.

## Defensa de Curros Enríquez
El poeta  Curros Enríquez, natural de Celanova como Luciano Puga, y cuyo padre había sido escribano y muy amigo del padre de Luciano, fue condenado en Orense, como consecuencia de la publicación de su poema "Aires da miña terra", por denuncia del Obispo, D. Cesáreo Rodrigo Rodríguez.
Luciano Puga defendió a Curros en la apelación. La vista se celebró el 4 y 5 de marzo de 1881 y Luciano Puga ganó el recurso,  consiguiendo la absolución de Curros, dictándose la sentencia absolutoria por la Audiencia Territorial de La Coruña el 11 de marzo.
"Aires da miña terra" salió de imprenta en 1880, en Orense, con la preceptiva autorización del gobernador civil de la Provincia y con una subvención de la Diputación, alcanzando un enorme éxito. Se trata de un libro de poemas que incluye críticas a la pena de muerte y a la actuación del Clero, y que se publica estando vigente la Constitución de 30 de junio de 1876, que armonizaba el principio de confesionalidad del Estado con la tolerancia de cultos y el derecho fundamental de libertad de expresión, o derecho de los ciudadanos a « emitir libremente sus ideas y opiniones, ya de palabra, ya por escrito, valiéndose de la imprenta o de otro procedimiento semejante, sin sujeción a la censura previa», por lo que este proceso marca un hito relevante en la tensión entre la libertad de expresión y el control de la jerarquía de la Iglesia Católica sobre la libre difusión de ideas y opiniones.
El 22 de junio de 1880 el Obispo de Orense (D. Cesáreo Rodrigo) le remitió un oficio al gobernador civil en el que le comunicaba que «Don Manuel Curros Enríquez había publicado y puesto a la venta un opúsculo o colección de poesías, en el que se atacaban y ridiculizaban varios dogmas de la religión católica, señaladamente en las que llevan por título Mirando o chau y A iglesia fría» y le pedía que «impidiera la circulación y venta de la indicada colección de poesías». Al mismo tiempo la citada autoridad religiosa dictó un edicto en que se condenaba la obra por contener «proposiciones heréticas,
blasfemas, escandalosas y algunas que merecen otra censura».  El oficio dirigido al Gobernador fue reenviado al Ministerio Fiscal, que el 23 de junio de 1880 presentó denuncia en el Juzgado de Primera Instancia de Orense, aunque posteriormente el Ministerio Público retiró la acusación.
El juez de Primera Instancia de Orense Manuel Mella Montenegro, pese a la excelente defensa del Abogado José Manuel Paz Novoa, y a la petición de absolución por el Fiscal, condenó el 4 de agosto de 1880 al poeta por la comisión de un delito previsto en el artículo 240 del Código Penal de 1870, contra el libre ejercicio de los cultos, a la pena de dos años cuatro meses y un día de prisión, más 250 pesetas de multa, sentencia que fue recurrida ante la Audiencia Territorial.
La defensa de Luciano Puga ante la Audiencia Territorial fue muy extensa, ocupando su intervención los días 4 y 5 de marzo, basándose fundamentalmente en tres líneas argumentales. En primer lugar en la separación entre la Iglesia y el Estado, en segundo lugar en ser atípica la conducta, por inexistencia de escarnio, y en tercer lugar, en que la expresión "Que o demo me leve" no tiene en gallego el mismo sentido que en castellano, equivaliendo simplemente a ¡Parece mentira! o ¡Quien lo creería!.

## Estancia en Cuba
En 1892 fue nombrado Secretario del Gobierno General de Cuba y seguidamente Gobernador del Banco Español de la Isla de  Cuba, trasladándose allí con su familia, tras renunciar el 6 de junio de 1892 a su cargo de Senador en representación de la Real Sociedad Matritense de Amigos del País. Fue nombrado Gobernador del Banco por Real Decreto de 15 de julio de 1892,  tomando posesión el 8 de agosto.  El nombramiento lo realizó Romero Robledo, Ministro de Ultramar,  por estimar que Luciano Puga era la persona más indicada para realizar la amortización de los billetes de la emisión de guerra que constituyó, seguramente, el episodio más polémico de la política monetaria de la metrópoli en Cuba. Desde Julio gobierna la isla el General D. Alejandro Rodríguez Arias. En La Habana recibió la visita de su hijo Manuel María Puga y Parga, que tuvo un incidente con un prohombre local que desembocó en un duelo, afortunadamente sin consecuencias. En la Legislatura  1893-1894 fue elegido Senador por la Provincia de Matanzas, de la isla de Cuba. Cesó como Gobernador del Banco por Real Decreto de 5 de enero de 1894, regresando a España, donde continúa ejerciendo como senador por Matanzas y como Abogado en La Coruña. En 1895, tras el regreso de los conservadores al poder, es nombrado Fiscal del Tribunal Supremo.
Durante su mandato como Gobernador se produjo el canje de los billetes procedentes de la emisión de guerra, y no convertibles, por pesos-oro. El 6 de septiembre, Luciano Puga fijó el inicio de la operación para el día 12. El proceso se dio por terminado el 12 de marzo de 1893. Parece que durante la recogida se produjeron desórdenes, porque acudió a las oficinas del Banco una muchedumbre, que imposibilitó el tránsito por la vía pública. Pero el proceso en sí fue muy exitoso. Se presentaron al canje 29.631.165 pesos nominales en billetes y fueron cambiados por 12,1 millones en efectivo. Los dos millones y pico que faltaban hasta completar los 32 en circulación se había perdido, quemado o deteriorado. Para el Banco la operación fue beneficiosa. La amortización enfrentó, sin embargo, al Banco con el Gobierno, por el importe de la participación que debía corresponder al Banco.  El 19 de marzo de 1893, Luciano Puga remitía al Ministerio la cuenta general de la recogida de los billetes y la liquidación de la parte que correspondía al emisor en los beneficios proporcionados por los billetes no canjeados. Pero, para entonces, ya ocupaba la cartera de Ultramar Antonio Maura, tras el cambio ministerial que llevó a los liberales al poder el 11 de diciembre de 1892, quien se enfrentó a Luciano Puga reduciendo la participación del Banco. Estas diferencias llevaron al Banco a recurrir el acto administrativo del Gobierno ante el  Consejo de Estado. La sentencia del Tribunal Contencioso Administrativo del 2 de marzo de 1896, dio parcialmente la razón al Banco. Pero en ese momento Luciano Puga ya había cesado como Gobernador por Real decreto del Gobierno liberal de 5 de enero de 1894.
En Cuba se valoró mucho el trabajo de Luciano Puga, hasta el punto de que en un libro publicado en La Habana en 1893 sobre la labor realizada por el Doctor Puga, tanto como Secretario del Gobierno General como en su condición de Gobernador del Banco, se decía que: "Sube a tal punto el prestigio del que el Doctor Puga ha sabido rodearse con su honrada y enérgica tenacidad, en los sanos propósitos que le han animado y que le animan, que puede, sin temor, decirse, que es una de las importantes entidades que habrán de ocupar, con honra para el país, y gloria para él, una página de nuestra historia".
Sin embargo, la etapa cubana de Luciano Puga tuvo consecuencias fatales para su familia: allí (en La Habana) murió su primera esposa, Dña. Juana Parga Torreiro, el 15 de agosto de 1892; de allí vino con la salud afectada su hija “Mariquiña” que murió de fiebre tifoidea a los 20 años (14 de junio de 1897), a los pocos meses de haberse casado con Fernando Salorio Rubine. El propio Luciano Puga regresó con la salud disminuida. La nota alegre de su estancia en la Isla la constituye el
veraneo – por espacio de mes y medio – de su hijo Picadillo, Manuel María Puga y Parga, que en sus libros y artículos se refirió con frecuencia a ese viaje, calificándose a sí mismo, de "pasajero de primera en trasatlántico".

## Defensa de la Capitanía Militar

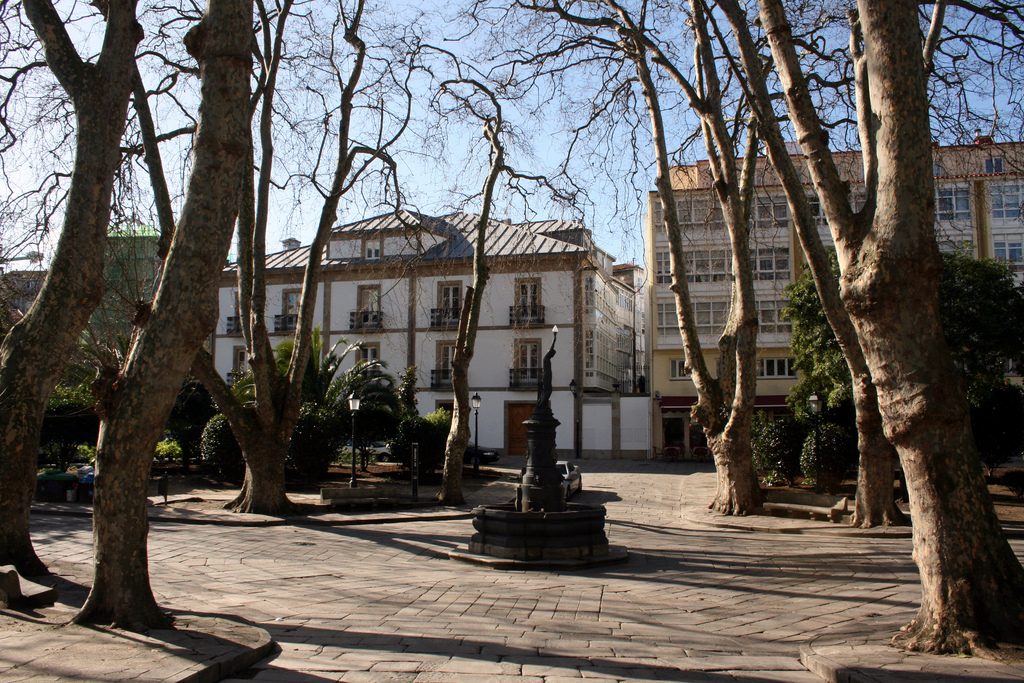
Plaza de Azcárraga, en La Coruña, con el edificio de la Capitanía Militar al fondo.

La Coruña fue sede tradicionalmente de la Capitanía Militar de Galicia. Pero en 1893 se impuso la división militar de la Península en Siete Regiones Militares; la Séptima Región Militar quedó integrada por Castilla la Vieja y Galicia, con capital en León desapareciendo la Capitanía Militar de La Coruña. En esta ciudad se montó un importante movimiento de protesta, en el que se integraron algunas de las personalidades más relevantes, que constituyeron incluso una Junta de Defensa de la Capitanía, personalidades que fueron detenidas e ingresadas en prisión.
Entonces, aceptados por procesados y jueces, se presentaron como mediadores Luciano Puga y el General Pin. Luciano Puga, recién regresado de Cuba,  asumió personalmente la fianza de todos los procesados, provocando su liberación y posterior retorno a sus casas, en medio de una explosión de entusiasmo y afecto por parte de la gente. Después de esto, Luciano Puga, del partido conservador, llevó al principal partido de la oposición, hasta ese momento más o menos en consenso con el Gobierno en cuanto a las reformas militares, a que compartiera la tesis de Galicia y presentara en el Congreso una enmienda a los presupuestos que permitía la futura creación y establecimiento de un octavo cuerpo de Ejército con sede en La Coruña, llevando al Ministro de la Guerra a reconocer la necesidad de crear la octava Región Militar que, por conveniencia y estrategia, tenía que estar en Galicia. Por ello en 1896, ya bajo la Presidencia del Consejo de Cánovas del Castillo, y siendo Ministro de la Guerra el General Azcárraga, se creó una Octava Región Militar para Galicia, y la Séptima Región Militar incluyó tan sólo Castilla la Vieja.

## Actividad como Fiscal del Tribunal Supremo

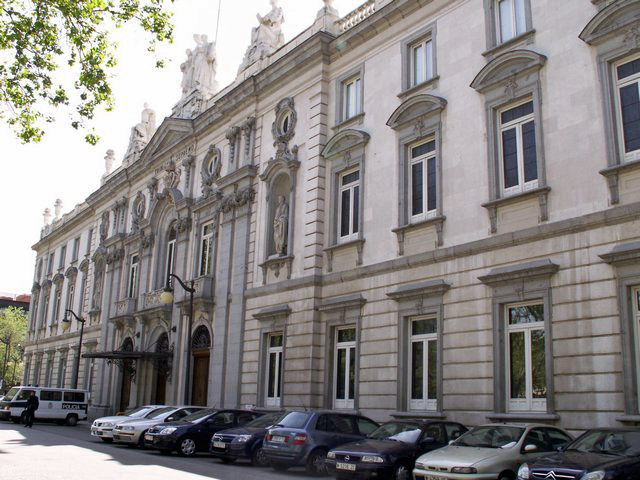
Tribunal Supremo (Madrid), donde fue Fiscal Luciano Puga desde 1895 a 1897

Culminó su carrera profesional como fiscal del Tribunal Supremo de Justicia (hoy denominado fiscal general del Estado), siendo autor de las Memorias sobre el estado de la Administración de Justicia presentadas en los años 1895, 1896 y 1897. Este nombramiento, que constituyó prácticamente su última actividad profesional, la cúspide de su carrera antes de su fallecimiento en 1899, fue muy bien acogido, publicando la revista La Ilustración Española y Americana un comentario laudatorio: "Podemos decir que en esta ocasión la elección no ha sido cual otras, por haber recaído en una persona que, aparte de sus apasionamientos políticos, ha ejercido la profesión desde sus primeros años, tan luego como se recibió de Abogado".
Ocupó el cargo del 3 de julio de 1895 al 21 de octubre de 1897, siendo sustituido por D. Felipe Sánchez Román. Desde la creación del puesto, en 1882, fue el octavo Fiscal del Tribunal Supremo. Por la misma época otro compostelano, Eugenio Montero Ríos, asumió el cargo de Presidente del Tribunal Supremo.
En sus tres Memorias anuales elevadas al Gobierno, Luciano Puga se muestra reticente a la institución del jurado, reflejando las diatribas de los Fiscales Jefes contra una institución casi imposible en aquella España de nula tradición cívica y democrática. Valora positivamente la obligación de redactar la Memoria Anual de la Fiscalía. Dice, en la Memoria de 1895, que «al estudiar yo ahora, con más detenimiento que antes lo había hecho, el fruto de esa labor religiosamente continuada siempre con esmero y elevación de miras durante trece años que lleva rigiendo el precepto legal que la establece, reconozco que a ésto es debido el que exista (…) un precioso cuerpo de doctrina jurídica altamente beneficiosa, en cuanto traza líneas de conducta seguras á los funcionarios fiscales del Reino, siendo en tal concepto el elemento más poderoso y eficaz para fortalecer la unidad de criterio y de actuación, y no menos útil por las dudas que disipa sobre puntos no resueltos por la jurisprudencia, contribuyendo á crear prácticas uniformes y á difundir un espíritu amplio, expansivo y sanamente liberal en la interpretación de las leyes.»
El año siguiente, 1896, el Fiscal del Tribunal Supremo destaca la necesidad de someter las memorias a criterios uniformes. Dice: «circulé en 30 de julio del año último una instrucción a los Fiscales, sometiendo la redacción de la Memoria a una nueva forma, a fin de darles la uniformidad de que antes carecía y adquirir datos acerca de los puntos de mayor interés y actualidad».
En la memoria del tercer año, 1897, destacan las referencias al terrorismo: «Más que pudiera yo decir lo dicen esos atentados, tan cobardes como irracionales e inicuos, mezcla de perversidad y de locura, con que seres desprovistos de toda noción de moral y de todo sentimiento humanitario, unidos para el crimen por lazos de federación universal, siembran el terror y la consternación, constituyendo motivo de terrible inquietud y de justificada alarma. Sin ley, sin freno y sin piedad, recorren el mundo en el paroxismo de una saña brutal escogiendo los momentos apropiados para realizar sus abominables hazañas». Añadiendo «viva está la memoria del gran estadista español,víctima de la perfidia y la traición, que como únicas armas esgrimen esos feroces sectarios del horror y de la maldad». Se refiere al asesinato de Cánovas del Castillo el 8 de agosto de 1897, en el balneario de Santa Águeda, en Mondragón, por el anarquista italiano Michele Angiolillo.

## Defensa de la literatura en gallego
Aunque Luciano Puga escribió en castellano, en la defensa de Curros Enríquez ante la Audiencia de La Coruña, en 1881, realizó también una defensa del idioma y de la literatura en gallego, resaltando la labor de los autores de la época del renacimiento cultural, poniendo de relieve un buen conocimiento de la obra de estos autores y ensalzando especialmente a Rosalía de Castro. Así se expresa en su discurso de defensa diciendo del idioma gallego que  «relegado a la proscripción por los centros, que se dicen ilustrados, y casi exclusivamente consagrado a la satisfacción de las limitadísimas necesidades de nuestras clases agrícolas, parece renacer hoy al impulso de las famosas églogas de Pintos, de los tiernísimos cantos de Alberto Camino, de Eduardo Pondal y de Lamas Carvajal, de los intencionados epigramas de Añón, de las inimitables concepciones de Rosalía de Castro, la simpática y elegante poetisa que ha sabido encerrar dentro sus Cantares Gallegos y de sus Follas Novas todas las esperanzas y todos los desalientos, todos los consuelos y todos los dolores, todas las alegrías y todas las tristezas de este país sin ventura, y parece renacer hoy, por fin, al impulso de la portentosa inspiración de Curros Enríquez, cuyas composiciones no pueden leerse sin que impresionen profundamente el ánimo y sin que despierten hacia su popular autor, más popular que afortunado, un doble sentimiento de admiración y simpatía»
Luciano Puga considera que el gallego «tiene... su fisonomía propia, sus rasgos peculiares y exclusivos, sus modismos y sus estribillos... intraducibles a la lengua castellana: traducirlos, es desnaturalizarlos; traducirlos, es hacerles perder su colorido y su intención; traducirlos, es despojarlos de la malicia o de la sencillez que encierran».  Y por ello, considera que Curros no comete delito «por poner en boca de Dios un frase que en... gallego está revestida de la mayor ingenuidad y de la mayor sencillez».

## Historia familiar
Luciano Puga tuvo cuatro hijos, de los cuales solamente le sobrevivió uno, Manuel María Puga y Parga, conocido como Picadillo, por ser autor de un conocido libro de cocina gallega, y que llegó a ser Alcalde de La Coruña. Su hija María de la Concepción, que falleció a los veinte años por una enfermedad contraída durante su estancia en Cuba, fue la famosa Mariquiña, que inspiró el poema de Curros Enríquez, "Adiós Mariquiña", poema que en realidad se titula "A Mariquiña Puga. Despedida", y que escribió el poeta, después de haber sido defendido por su padre, y con ocasión de que toda la familia, incluida Mariquiña, se marchase a Cuba. Se trata de la famosísima balada a la que el maestro compostelano José Castro González (Chané) pondría música: "Como ti vas pra lonxe / i eu vou pra vello, / un adiós, Mariquiña, / mandarche quero”. En 1894 el poeta emigró a Cuba con una carta de recomendación de su amigo Luciano Puga para D. Nicolás María Rivero, director del Diario de la Marina.
Una vez recibida la herencia de la Condesa, el padre de Luciano, Manuel María Puga Feijoo, ocupó el Pazo de Anzobre, en La Coruña, una de las propiedades heredadas. La herencia también incluía diversas propiedades en La Coruña, incluida la denominada "Huerta del General", así como el Palacio de los Condes de Ximonde, en la calle Preguntoiro de Santiago, conocido como Pazo de Ramirás, hoy sede del Auditorio de una entidad de ahorro. Este Pazo fue residencia de la familia de Luciano Puga, constando que en 1878 residían en él la hermana de Luciano, Elisa Puga Blanco, y su marido Perfecto Conde Fernández, catedrático de Medicina de la Universidad de Santiago.